# 塔魯丹特
塔魯丹特是非洲北部國家摩洛哥的城市，由蘇斯-馬塞-德拉大區負責管轄，位於馬拉喀什西南223公里和阿加迪爾以東85公里，出產橄欖油、木盒、銀器和地毯，2005年人口約63,000。

## 友好城市
- 法國 伊泽尔河畔罗芒

## 外部連結
- The Official Web Site Of Taroudant City （页面存档备份，存于）
- Entry in Lexicorient （页面存档备份，存于）

30°28′N 8°52′W / 30.467°N 8.867°W